# HD 45504
HD 45504，又名BD+27 1122，SAO 78417、HR 2339，是一颗恒星，视星等为6.47，位于銀經186.37，銀緯7.41，其B1900.0坐标为赤經6h 22m 40.7s，赤緯+27° 7.41′ 56″。